# 29552 천
29552 천(29552 Chern)은 태양 주위를 공전하는 소행성체이다. 이 소행성의 이름은 중국계 미국인 수학자인 천싱선의 이름을 땄다.